# Rejon dniestrzański
Rejon dniestrzański (ukr. Дністровський район, Dnistrowśkyj rajon) – rejon na Ukrainie, w obwodzie czerniowieckim, z siedzibą w Kelmieńcach. Zajmuje powierzchnię 2120 km². Dzieli się na 10 hromad i obejmuje 107 miejscowości. W 2020 roku liczył ok. 156 tys. mieszkańców. 
Rejon został utworzony 19 lipca 2020 roku decyzją Rady Najwyższej o przeprowadzeniu reformy administracyjno-terytorialnej Ukrainy. W jego skład weszły dotychczasowe rejony: chocimski, kelmieniecki, nowosielicki (częśćiowo), sokiriański oraz miasto Nowodniestrowsk.

## Podział administracyjny
W skład rejonu wchodzi 10 hromad:

- Baszkiwci
- Chocim
- Kelmieńce
- Kliszkiwci
- Liwynci
- Mamałyha
- Nedobojiwci
- Nowodniestrowsk
- Rukszyn
- Sokiriany